# Bramall Lane
Bramall Lane  is een voetbalstadion in het Engelse Sheffield. Het is de thuisbasis van premier league club Sheffield United. De naam is afkomstig van de straat waar het stadion is gevestigd, Bramall Lane. Het is het oudste stadion ter wereld waar nog steeds professioneel voetbal wordt gespeeld.

## Geschiedenis
Het stadion is gebouwd in 1855, en werd officieel geopend op 30 april 1855 met een cricketwedstrijd. De eerste voetbalwedstrijd vond plaats op 29 december 1862, tussen Sheffield FC en Hallam FC. Het was een benefietwedstrijd voor het Lancashire Distress Fund, en eindigde in een doelpuntloos gelijkspel.
Het stadion was tevens het toneel van de finale van het eerste internationale voetbaltoernooi, de Youdan Cup in 1867, en van de eerste wedstrijd met kunstlicht, elf jaar later.
Sinds 1889 is het stadion de thuisbasis van Sheffield United.`
In 1994 is het stadion voor het laatst gerenoveerd. De laatste staanplaatsen werden omgebouwd tot zitplaatsen. Vandaag de dag telt het stadion vier hoofdtribunes (Bramall Lane Stand, South Stand, Kop Stand en John Street Stand) en twee hoektribunes (Kop Corner en Westfield Health Stand), die plaats bieden aan 32.702 toeschouwers. In de zuidwesthoek is een kantoorgebouw gevestigd, de zuidoosthoek is open.

## Records
- Recordaantal toeschouwers: 68.287 Sheffield United tegen Leeds United, 15 februari 1936 (Premier League)
- Recordaantal toeschouwers (enkel zitplaatsen): 32.584 Sheffield United tegen Manchester United, 18 november 2006 (Premier League)

## Gemiddeld aantal toeschouwers
- 1996/97: 16.638
- 1997/98: 17.942
- 1998/99: 16.243
- 1999/00: 13.718
- 2000/01: 17.211
- 2001/02: 18.020
- 2002/03: 20.069
- 2003/04: 21.646
- 2004/05: 19.594
- 2005/06: 23.650
- 2006/07: 30.684
- 2007/08: 25.631
- 2008/09: 26.023
- 2009/10: 25.120
- 2010/11: 20.632
- 2011/12: 18.701
- 2012/13: 18.611